# Shiho Ogawa
Shiho Ogawa (小川 志保 Ogawa Shiho?), född 26 december 1988, är en japansk fotbollsspelare som spelar för Iga FC Kunoichi.
Shiho Ogawa spelade 3 landskamper för det japanska landslaget. Hon deltog bland annat i Algarve Cup 2013.